# Exodus (Nathan Mahl)
Exodus is het achtste muziekalbum van de Canadese muziekgroep Nathan Mahl. Het is opgenomen in 2007 en de lente van 2008 in studio’s in Ottawa en Gatineau. Het studioalbum is een conceptalbum losjes gebaseerd op het Bijbelboek Exodus; het kan beschouwd worden als relirock. De muziek is een mix van progressieve rock en fusion; het heeft zelfs een vleugje Canterbury scene vanwege de toepassing van een viool in sommige tracks. Het album werd volgespeeld door oudgedienden LeBlanc, Dagenais, Bergeron en nieuwkomer Vaillancourt.

## Musici
- Guy LeBlanc - synthesizers, piano en zang
- Guy Dagenais – basgitaar en gitaar, percussie, zang
- Alain Bergeron – slagwerk en achtergrondzang
- Tristan Vaillancourt – gitaar, mandoline, percussie

met:
- David Campbell (plaatsvervanger voor Vaillancourt) – gitaar
- David Peterson – viool
- France Morin – zang

## Muziek
Allen van LeBlanc en Dagenais:

| Nr. | Titel                  | Duur |
| --- | ---------------------- | ---- |
| 1.  | Burning bush           | 7:20 |
| 2.  | Let my people go       | 6:06 |
| 3.  | The plageus            | 6:21 |
| 4.  | The parting            | 7:58 |
| 5.  | Down from the mountain | 7:25 |
| 6.  | 40 years               | 7:14 |
| 7.  | The last climb         | 2:50 |
| 8.  | Canaan                 | 5:14 |
| 9.  | Zipporah’s farewell    | 2:50 |
| 10. | The price of freedom   | 6:30 |